# Флаг Алтайского края
Флаг Алтайского края является символом Алтайского края Российской Федерации.
Флаг утверждён законом Алтайского края от 6 июля 2000 года. В основу флага положен флаг РСФСР 1954 года.

## Описание
«Флаг Алтайского края представляет собой прямоугольное полотнище красного цвета с полосой синего цвета у древка (мачты) во всю ширину флага и стилизованным изображением на этой полосе колоса жёлтого цвета как символа сельского хозяйства — ведущей отрасли экономики Алтайского края.
В центре флага воспроизведено изображение герба Алтайского края. Отношение ширины флага к его длине — 1:2. Полоса синего цвета составляет одну шестую длины флага».

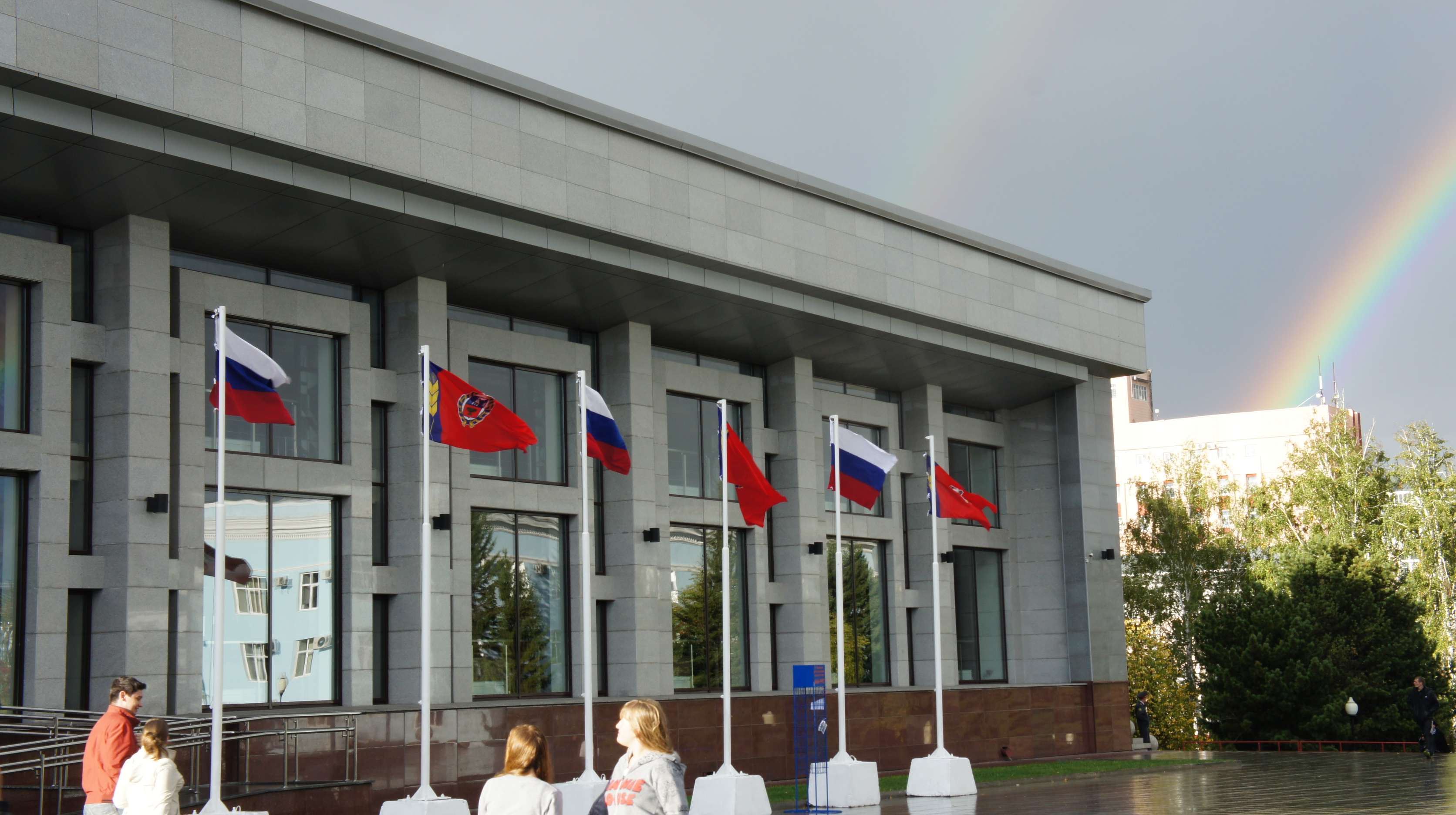
Флаги России и Алтайского края возле краевого драматического театра. Барнаул, Празднование 75-летия Алтайского края, 15 сентября 2012 г.